# Cordiluroides megalopyga
Cordiluroides megalopyga är en tvåvingeart som beskrevs av Albuquerque 1954. Cordiluroides megalopyga ingår i släktet Cordiluroides och familjen husflugor. Inga underarter finns listade i Catalogue of Life.